# Gustave Brion
Pour les articles homonymes, voir Brion.
Gustave Adolphe Brion, né le 24 octobre 1824 à Rothau (Bas-Rhin) et mort le 3 novembre 1877 dans le 14e arrondissement de Paris, est un peintre et illustrateur français.

## Biographie
Gustave Brion est né à Rothau (Bas-Rhin). Il est le petit-neveu de Frédérique Brion avec qui Goethe noua une brève idylle lors de son séjour dans la région.
À Strasbourg, Gustave Brion est élève du sculpteur André Friederich et du peintre Gabriel-Christophe Guérin. Installé à Paris, il intègre l'atelier de Charles Gleyre. Il fonde un atelier au 70-70 bis, rue Notre-Dame-des-Champs, l'endroit ayant le surnom de « Boîte à thé ». Il est l'un des maîtres d'Hippolyte Pradelles.
Il débute au Salon de 1847 à Paris et y expose régulièrement les années suivantes. Sa production est remarquée à plusieurs reprises : il reçoit une médaille de 2e classe au Salon de 1853, une médaille de  1re classe au Salon de 1863, et une médaille de 2e classe à l'Exposition universelle de 1867. Il est nommé chevalier de la Légion d'honneur en 1863. La même année, il expose au Salon de Bruxelles de 1863 Noces en Alsace, un tableau devenu très connu grâce à l'esprit de son dessin, la science de sa composition et ses qualités de couleurs. Au Salon de Bruxelles de 1866, il expose Le jour des rois en Alsace qui représente de vraies figures de caractère éloignés des types de convention. Sa peinture a de la fermeté et de la solidité, selon la critique. Au salon de Paris de 1875 il présente Le Jour du baptême.
Peintre régionaliste, il produit notamment des scènes de genre alsaciennes. Il illustre également Les Misérables de Victor Hugo.
Il meurt à son domicile situé au 91, boulevard Arago à Paris.

## Collections publiques

### Œuvre graphique
- Forêt de Bischoffsheim, « 12e jour », 1844, crayon gras sur papier beige, cabinet des estampes et des dessins de Strasbourg.
- Couple assis : Cosette et Jean Valjean, 1862, dessin, musée des Beaux-Arts de Mulhouse.
- Jeune fille debout : Cosette, 1862, dessin, musée des Beaux-Arts de Mulhouse
- Près des châteaux d'Ottrott, crayon, cabinet des estampes et des dessins de Strasbourg.
- Vue d'Alsace : ruines de l'église de garnison de Fort-Louis, cabinet des estampes et des dessins de Strasbourg.

### Peinture
- Portrait de Charles Winter, 1850, huile sur toile, musée des Beaux-Arts de Strasbourg.
- Récolte des pommes de terre pendant l'inondation du Rhin en 1852 (Alsace), 1852, huile sur toile, musée des Beaux-Arts de Nantes.
- Fiançailles en Bretagne, 1856, huile sur toile, 92 x 73 cm, Musée de l'Ermitage à Saint-Pétersbourg.
- Chanteurs de Noël, 1856, huile sur toile, 90 x 73 cm, Musée de l'Ermitage à Saint-Pétersbourg.
- Siège d'une ville par les Romains sous Jules César. Batterie de balistes et catapultes, 1861, hôtel des Invalides, Paris (dépôt Clermont-Ferrand, musée d'art Roger-Quilliot).
- Petite marchande de fleurs, huile sur toile, 1861, musées du château des Rohan à Saverne.
- Mendiants à la porte d'une maison patricienne de Strasbourg, 1861, huile sur toile, Saverne, musées du château des Rohan.
- Les Pèlerins de Sainte-Odile, Salon de 1863, Colmar, musée Unterlinden[5],[6] (dépôt de l'État).
- Le Chant de mai, 1864, musée des Beaux-Arts de Mulhouse.
- La Quête du loup, 1864, huile sur toile, musée des Beaux-Arts de Mulhouse.
- Le Vainqueur de la danse du coq (Mœurs alsaciennes en 1860), 1871, musée des Beaux-Arts de Mulhouse.
- En Alsace, nouvelles de France, 1874, huile sur toile, Colmar, musée Unterlinden.
- Femme au rosier, 1875, huile sur toile, musée des Beaux-Arts de Strasbourg.
- Le Colporteur, 1877, huile sur toile, Saverne, musées du château des Rohan.
- La Lecture de la Bible, 1877, huile sur toile, tableau inachevé (sa dernière œuvre), musée des Beaux-Arts de Mulhouse.
- Une scène de carnaval, ancien titre : Une Noce en Alsace, huile sur bois, Dijon, musée Magnin.

Œuvres de Gustave Brion
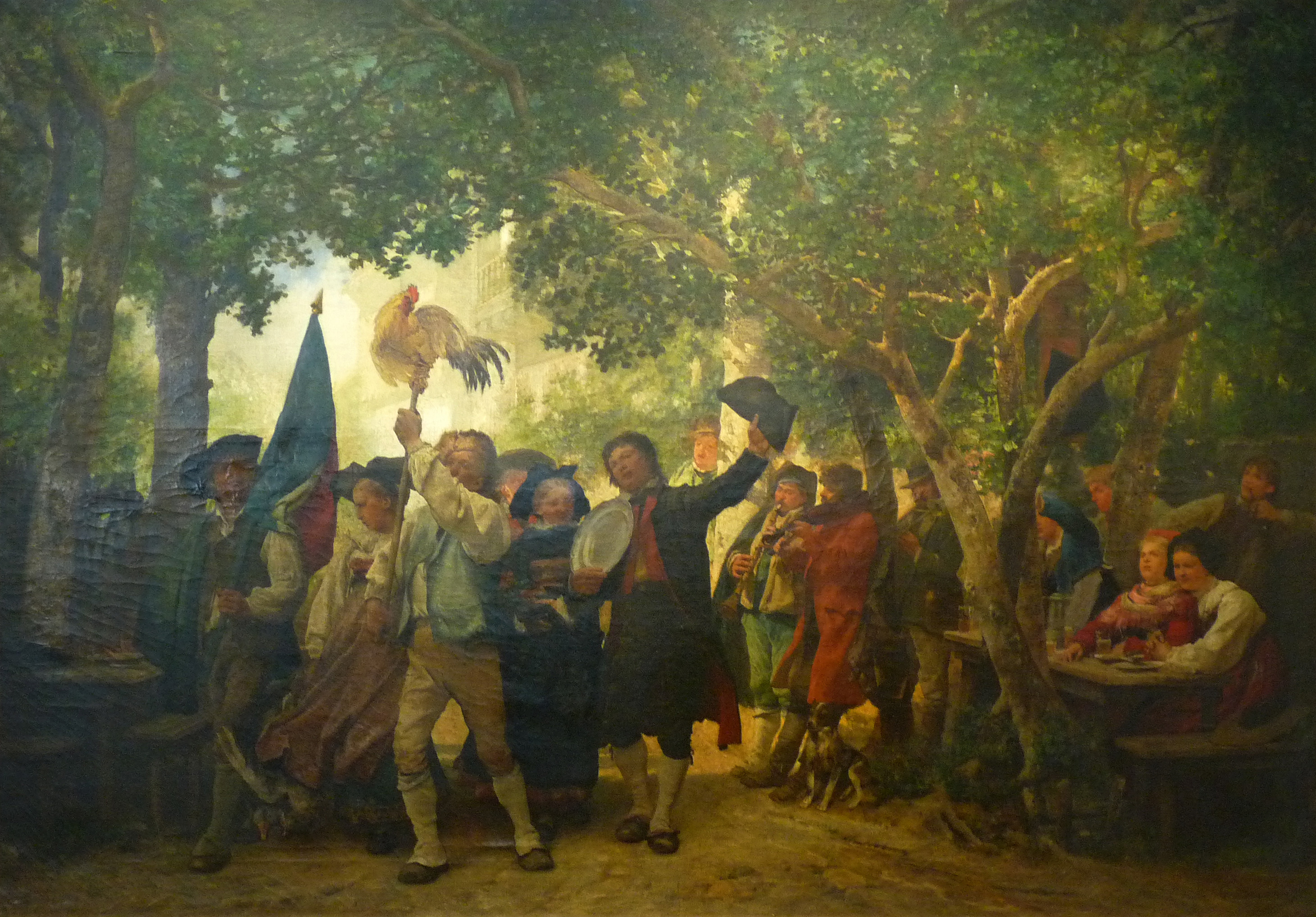
Le Vainqueur de la danse du coq (Mœurs alsaciennes en 1860) (1871), musée des Beaux-Arts de Mulhouse.
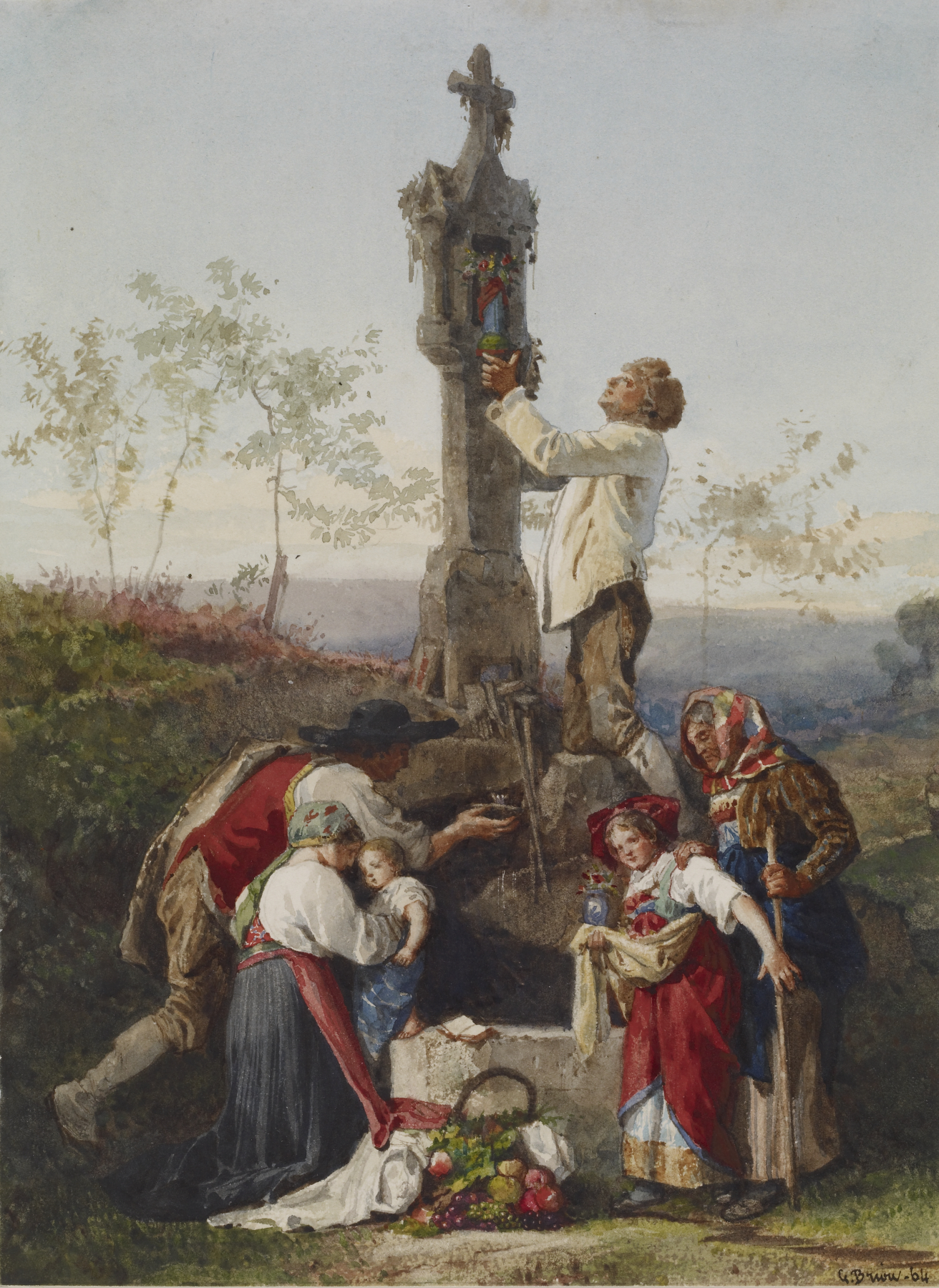
Paysans décorant une tombe (1864), Baltimore, Walters Art Museum.
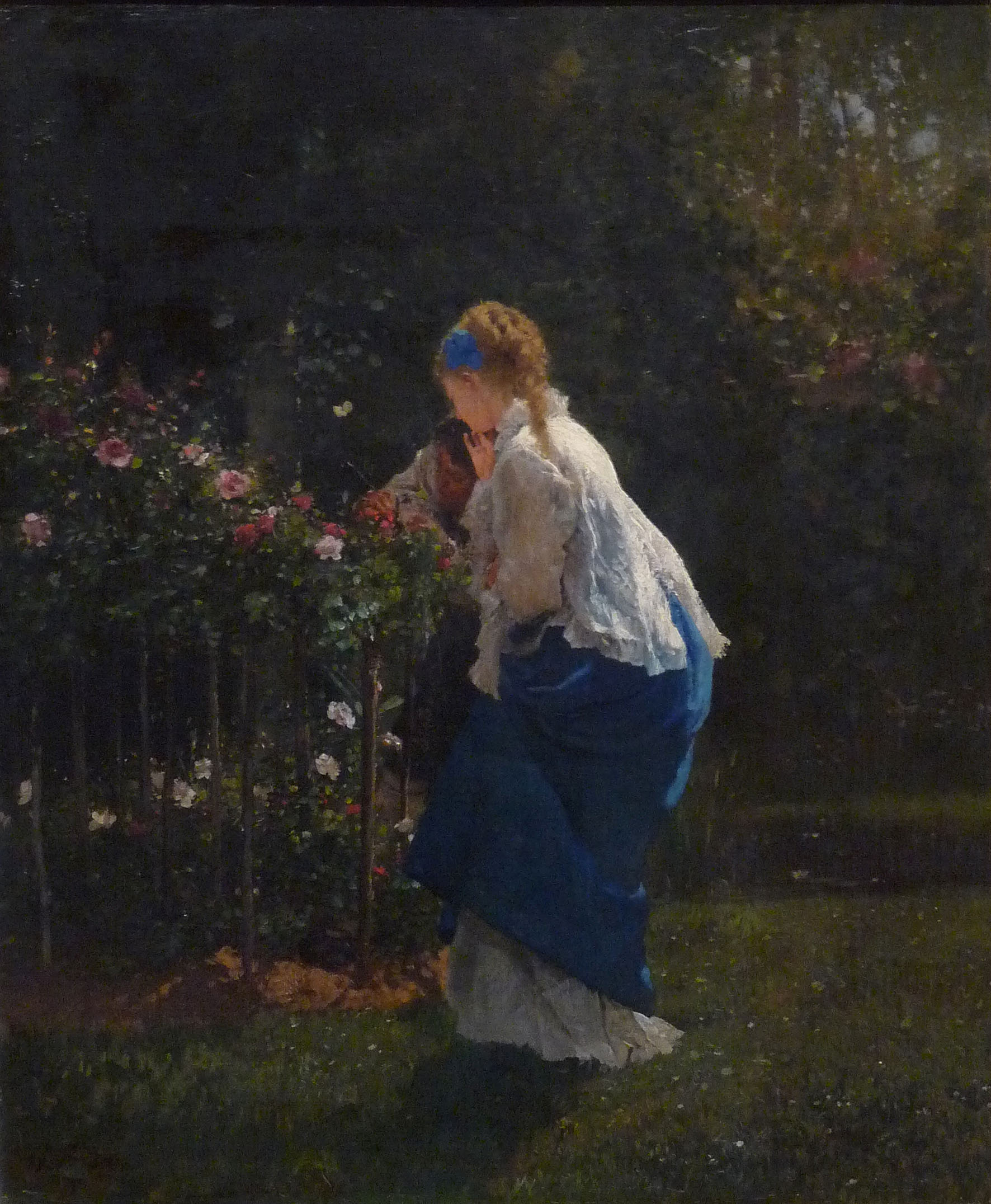
Femme au rosier (1875), musée des Beaux-Arts de Strasbourg.
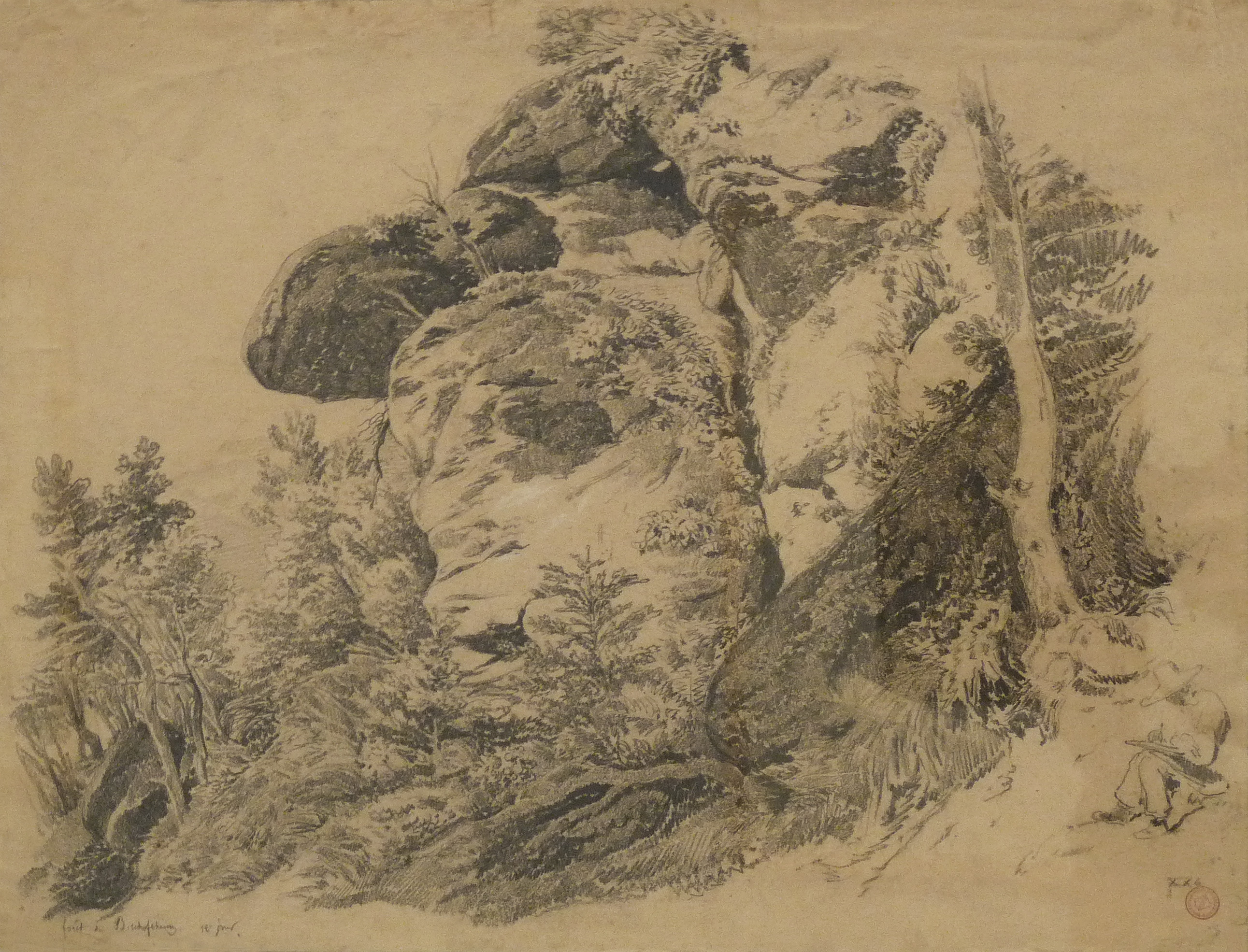
Forêt de Bischoffsheim, « 12e jour » (1844), cabinet des estampes et des dessins de Strasbourg.
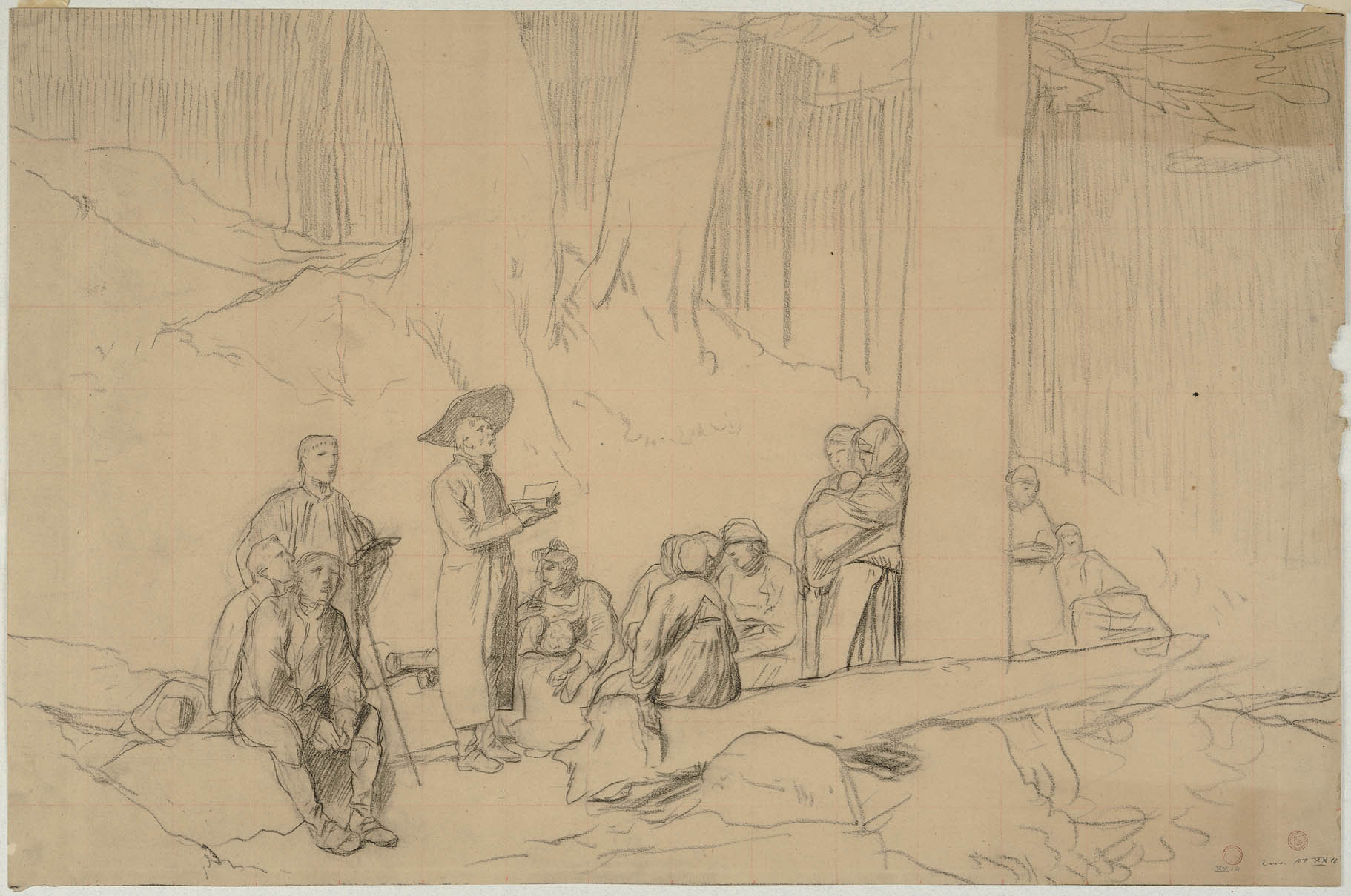
Étude pour les Pèlerins du mont Sainte-Odile (vers 1863), cabinet des estampes et des dessins de Strasbourg.
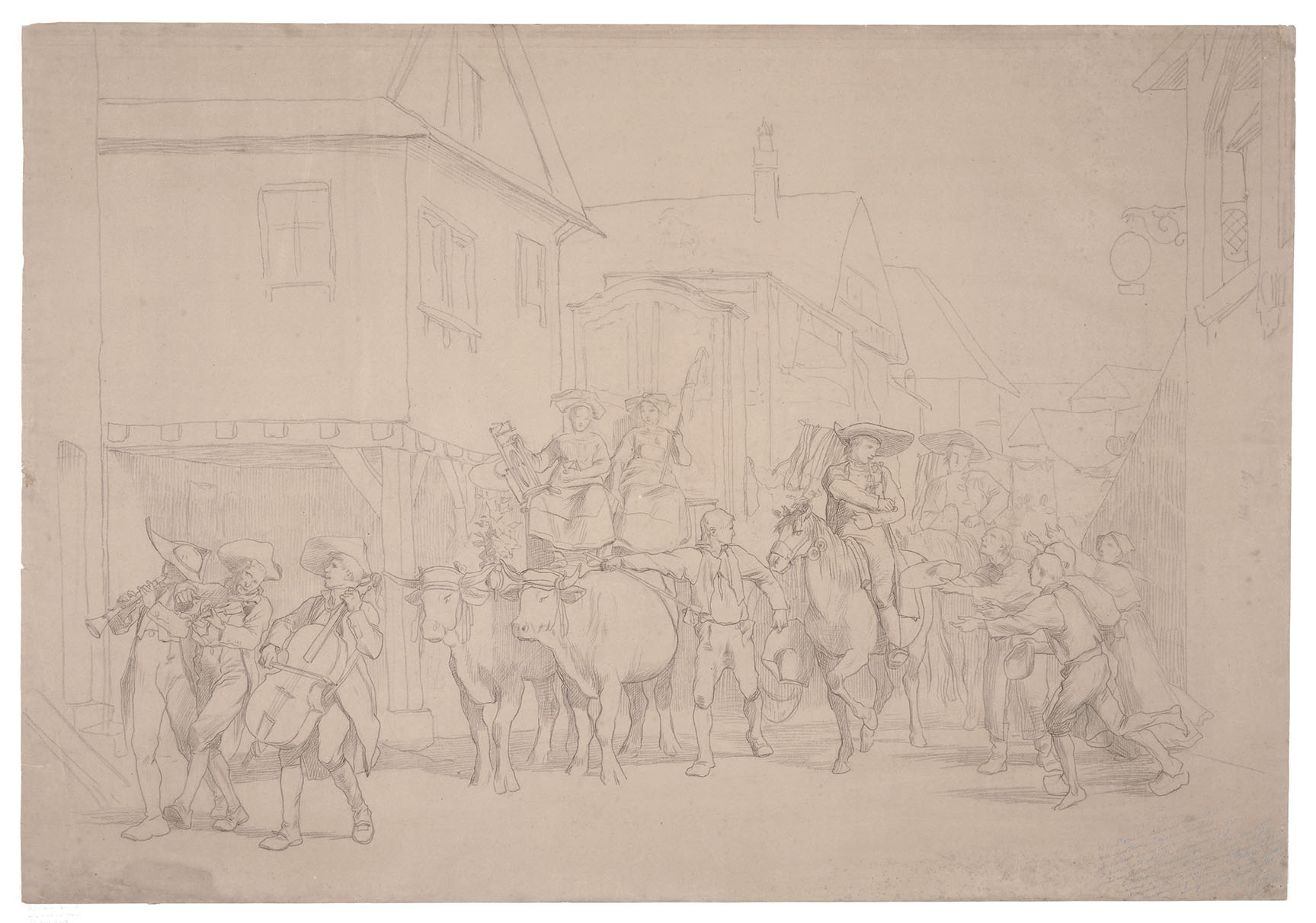
Étude pour le tableau Noce en Alsace (vers 1874), cabinet des estampes et des dessins de Strasbourg.
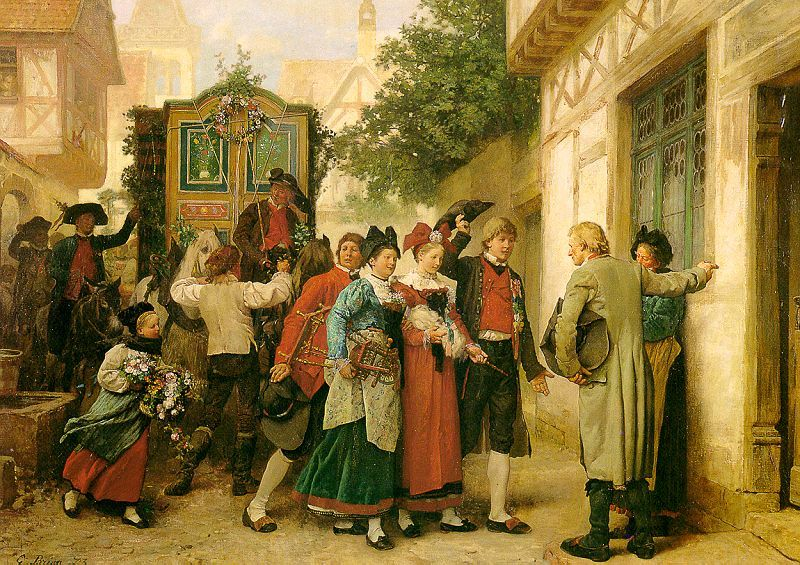
Cortège nuptial (1873), huile sur toile, musée des Beaux-Arts de Strasbourg.

## Élèves
- Hippolyte Pradelles

## Honneur
Gustave Brion est :
- Chevalier de l'ordre de Léopold (16 novembre 1863)[7].